# Стјуарт (Оклахома)
Стјуарт (енгл. Stuart) град је у америчкој савезној држави Оклахома.

## Демографија
По попису из 2010. године број становника је 180, што је 40 (-18,2%) становника мање него 2000. године.
| Група             | 2000.       | 2010.       |
| Белци             | 181 (82,3%) | 136 (75,6%) |
| Афроамериканци    | 0 (0,0%)    | 0 (0,0%)    |
| Азијати           | 0 (0,0%)    | 0 (0,0%)    |
| Хиспаноамериканци | 9 (4,1%)    | 6 (3,3%)    |
| Укупно            | 220         | 180         |